# 拉迪斯拉夫·姆尼亚奇科
拉迪斯拉夫·姆尼亚奇科（捷克語：Ladislav Mňačko，1919年1月29日—1994年2月24日），犹太人，是捷克斯洛伐克、斯洛伐克的作家、新闻工作者、剧作家。1969年被开除出党，剥夺一切公民权利，作品纷纷被禁。此后在以色列、德国、奥地利漂泊流亡。

## 作品
- 《奥拉瓦的水》
- 《死亡名叫恩盖尔亨》
- 《遥远的沃汉普》(1958年)
- 《何处是尘土飞扬之路的尽头》(1963年)
- 《过了期的报道》（1963年）
- 《权力的滋味多么美》（1967年）
- 《东方的桥》
- 《第七夜》（1968年）